# Anna Ferrieri
Anna Ferrieri ook wel Anna Castelli Ferrieri (Milaan, 6 augustus 1918 - aldaar, 22 juni 2006) was een Italiaanse architect en ontwerper. Ze was medebestuurder van het meubelbedrijf Kartell.

## Biografie
Anna Ferrieri was de dochter van journalist Enzo Ferrieri. Ferrieri studeerde architectuur aan het Politecnico di Milano alwaar ze in 1943 afstudeerde. Ze werkte enige tijd als redacteur voor vaktijdschrift over architectuur.
Ze huwde de ingenieur Giulio Castelli waarmee ze in 1949 in het bedrijf Kartell ging. Het bedrijf kende vooral groei door haar toonaangevende ontwerpen. Ze gebruikte veel het door andere minder gebruikte kunststof, maar ook metaal en polyurethaan. In 1988 verkochten ze het bedrijf aan hun schoonzoon, Claudio Luti.  
In 1972 exposeerde Ferrierri haar ontwerpen in een tentoonstelling Italy: The New Domestic Landscape dat doorging in het Museum of Modern Art in New York. 
Daarnaast gaf Castelli Ferrieri tussen 1984 en 1986 les Industriële vormgeving aan de Politecnico di Milano en tussen 1986 en 1992 les aan de Milan Domus Academy. Ze was tevens lid van verschillende organisaties waaronder socia dell'Istituto Nazionale di Urbanistica (INU), Istituto Nazionale di Urbanistica (INU) en Associazione per il disegno industriale (ADI) waar ze  oprichter van was in 1956 en voorzitster van was tussen 1969 en 1971. 
Ferrieri bracht ook twee boeken uit. From Project to Product: Plastic and Design (1984) en Interfacce Della Materia (1991).

## Werk (selectie)
- Componibili, modulair opbergmeubel

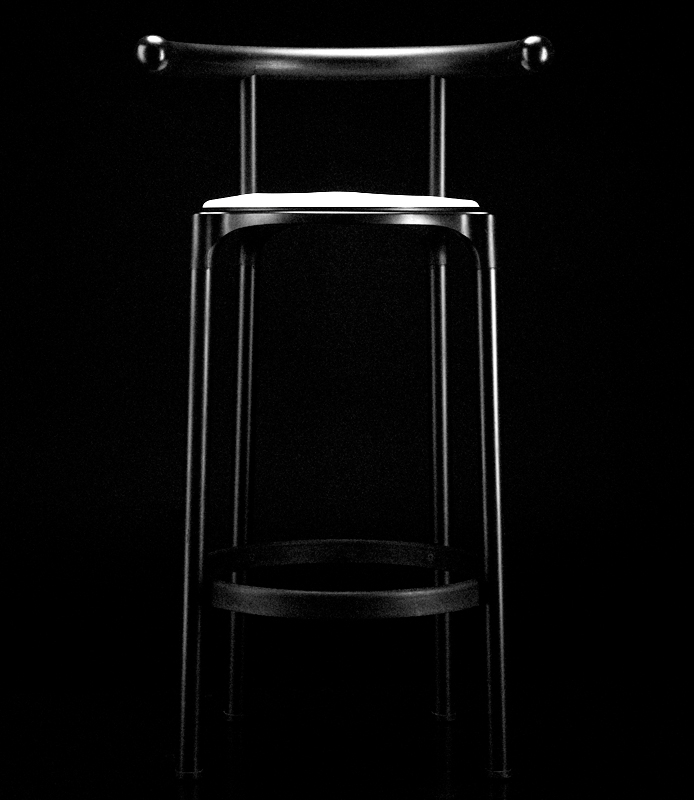
Barkruk
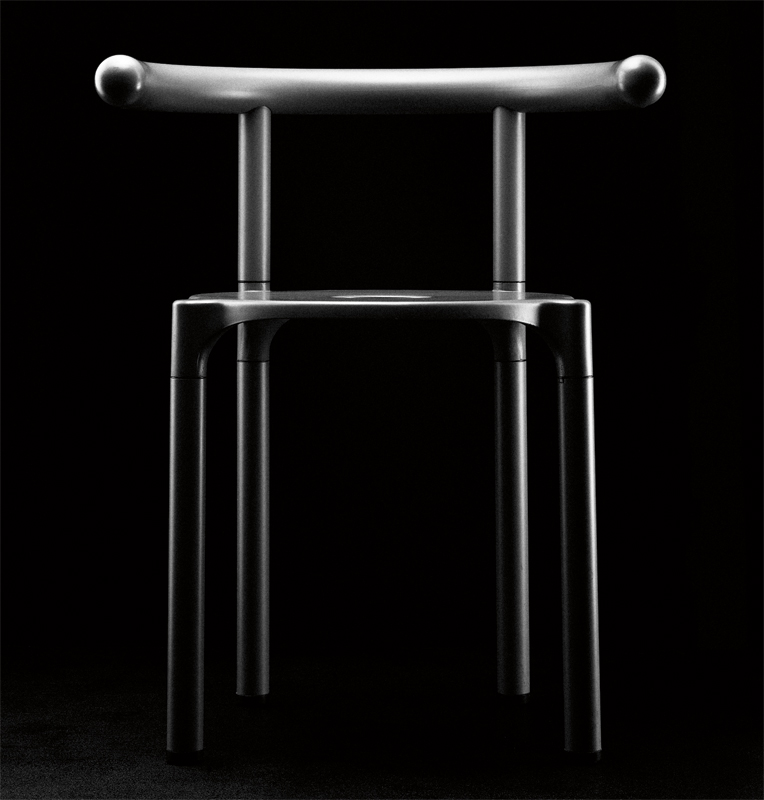
Stoel
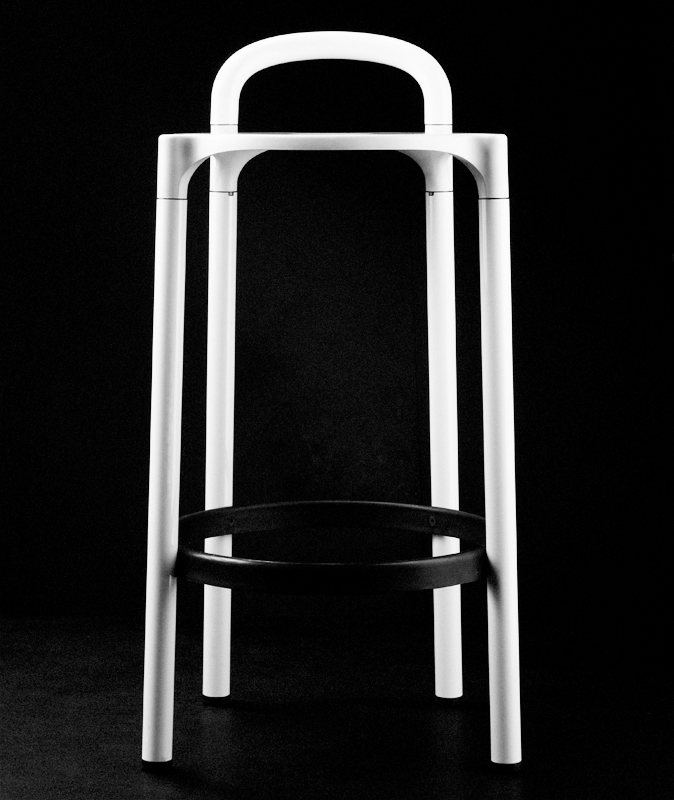
Stoel Baarituoli
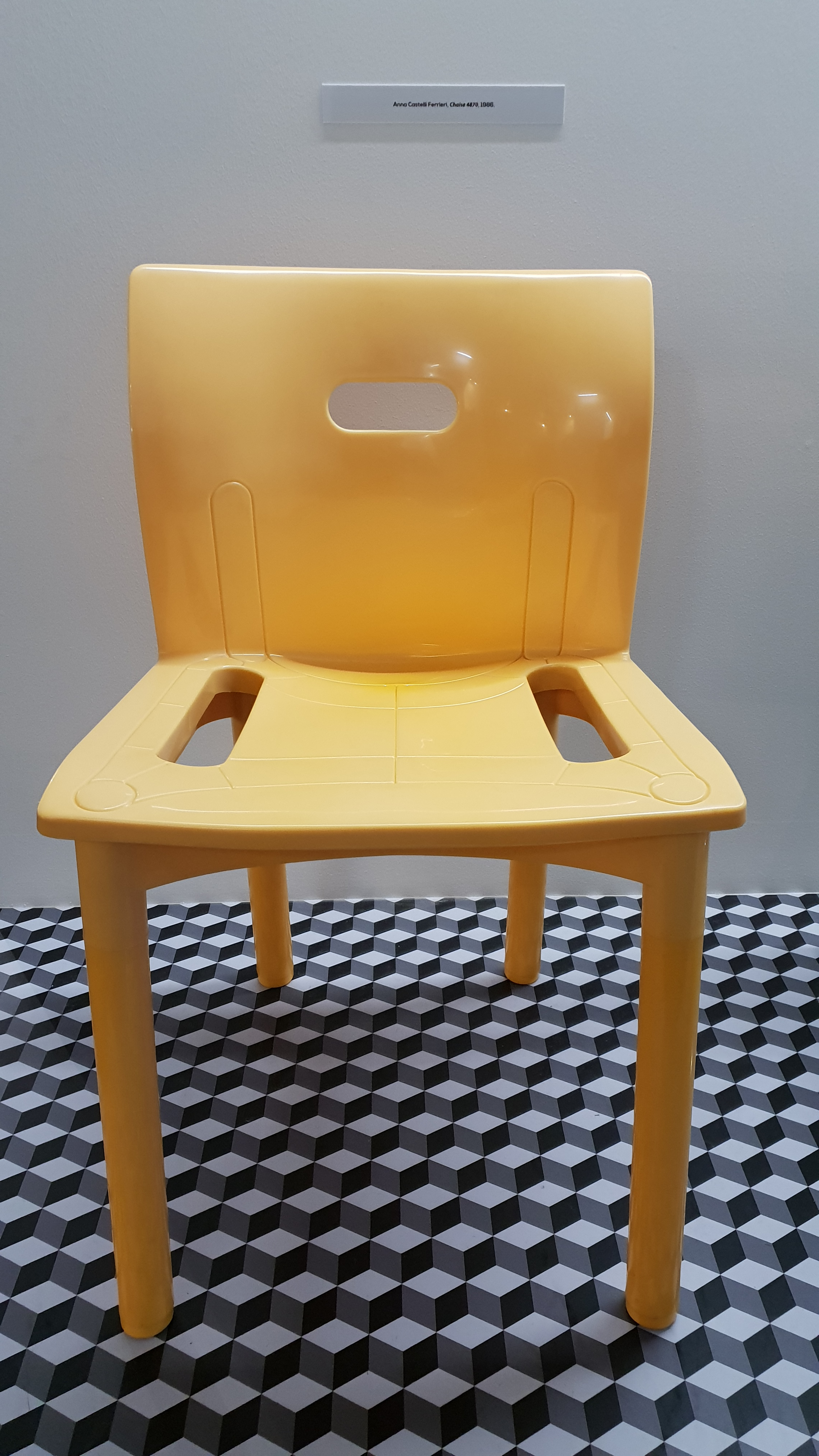
Stapelbare stoel 4870